# Клебанов, Семён Семёнович
Семён Семёнович Клеба́нов (21 июля 1914, Гомель — после 1982) — советский писатель, журналист, редактор и киносценарист.

## Биография
Родился в Гомеле в еврейской семье. С детства увлёкался литературным самообразованием, и поэтому после окончания средней школы работал корреспондентом, а затем и редактором в ряде газет и журналов. 
В июле 1941 году в связи с началом войны ушёл на фронт, был корреспондентом газеты «Черноморский лётчик» на Черноморском флоте и прошёл всю войну. 
После демобилизации связал свою жизнь с кинематографом, писал сценарии. В 1953 году вошёл в штат Киностудии имени Горького в качестве редактора.
Был ответственным секретарём «Литературной газеты», заместителем редактора журнала «Смена». В 1965 году С. Клебанов получил диплом участника конкурса на лучшие радиопередачи, посвященные 20-летию Победы Советского Союза над фашистской Германией (за репортаж с Красной площади во время парада). Лауреат Всесоюзного конкурса на лучший сценарий на современную тему к 40-летию Советской власти.
Член ВКП(б) с апреля 1941 года.

### Семья
- Жена — Лилия Яковлевна Клебанова 
  - Сын — Игорь Семёнович Клебанов, кинооператор[4].

## Фильмография
- 1956 — За власть Советов! (совместно с В. Катаевым)
- 1960 — Леон Гаррос ищет друга (совместно с С. Михалковым, Л. Зориным, М. Курно[фр.])
- 1976 — Спроси себя (по одноимённой повести)

## Награды
- орден Отечественной войны I степени (22 февраля 1944)[5]
- медаль «За оборону Кавказа» (28 июня 1945)[6]
- медаль «За оборону Севастополя» (декабрь 1945)[7]
- медаль «За победу над Германией в Великой Отечественной войне 1941—1945 гг.»[2]
- орден Отечественной войны II степени (6 апреля 1985)[8]